# José Tigrito Gómez
José Gregorio Gómez Briceño (Barinas (cidade), 15 de fevereiro de 1996) é um voleibolista indoor e jogador de vôlei de praia venezuelano.

## Carreira
Em 2013, disputou ao lado de Ronald Fayola a edição do Campeonato Mundial Sub-21 em Umago, quando finalizaram no vigésimo quinto lugar, e neste mesmo ano, formou dupla com Peter Hernández (Rolando)  e disputaram a I edição dos  Jogos Sul-Americanos da Juventude sediados em Lima e conquistaram a medalha de prataNo ano seguinte, disputaram o Campeonato Mundial Sub-19 de 2014, sediado em Porto, conquistaram a medalha de bronzeAinda em 2014 representaram juntos o país na edição dos Jogos Olímpicos da Juventude  realizados em Nanquim, China, ocasião que conquistaram a medalha de bronze..
No início da jornada de 2015, continuou ao lado de Peter Hernández e disputaram a etapa de Vargas do circuito sul-americano e terminaram na quarta posição, estreou no circuito mundial ao lado de Ronald Fayola no Aberto de Puerto Vallarta e depois no Catar, em ambas finalizaram na quadragésima primeira posição.Em 2016, estiveram juntos no circuito sul-americano na conquista do vice-campeonato na quinta etapa que foi realizada em Buenos Aires, e com Peter Hernández conquistou o título da sexta etapa que também foi em Buenos Aires e disputaram o Campeonato Mundial Sub-21 em Lucerna e obtiveram a medalha de bronze, também conquistaram o quarto lugar no Finals CSV em La Rioja e terminaram com o segundo lugar na fase final da Continental Cup em Santiago.
Na temporada de 2018, retomou a dupla com Peter Hernández no circuito sul-americano, obtendo os títulos de Coquimbo e Cañete, os bronzes nas etapas de Rosário (Argentina) e Montevidéu; depois, formou dupla com Carlos Rangel (Charly) e conquistaram a medalha de ouro nos Jogos Sul-Americanos de 2018 em Cochabamba, obtiveram ainda o vice-campeonato no Finals CSV em Resistência (Chaco) e no circuito mundial tiveram como melhor resultado o décimo sétimo lugar no torneio cinco estrelas de Gstaad  e no três estrelas de Qinzhou; e estiveram na edição dos Jogos Centro-Americanos e do Caribe de 2018 em Barranquilla e foram semifinalistas.
Em 2019, esteve com Charly na etapa de São Francisco do Sul, Coquimbo e Lima, assim como nos torneios três estrelas de Sydney e no quatro estrelas de Doha, foram ainda vice-campeões na Continental Cup em Brasília e na etapa do circuito sul-americano nesta mesma cidade, e competiram no Campeonato Mundial de Hamburgo e finalizaram na trigésima sétima posição.Ao lado de Peter Hernández a edição dos Jogos Pan-Americanos de 2019, finalizando na oitava posição.
Em 2023, iniciou com  Charly na etapa de Río Hondo e disputaram o Finals CSV 2022-23 em Uberlândia, obtendo o quinto lugar, depois, com Peter Hernández terminou  na sexta posição nos Jogos Centro-Americanos e do Caribe de 2023. 

## Títulos e resultados
- Etapa de Cañete do Circuito Sul-Americano de 2018
- Etapa de Coquimbo do Circuito Sul-Americano de 2018
- Etapa de Brasília do Circuito Sul-Americano de 2019
- Etapa de II Buenos Aires do Circuito Sul-Americano de 2016
- Etapa de I Buenos Aires do Circuito Sul-Americano de 2016
- Etapa de Montevidéu do Circuito Sul-Americano de 2018
- Etapa de Rosário (Argentina) do Circuito Sul-Americano de 2018
- Finals La Rioja do Circuito Sul-Americano de 2016
- Etapa de Vargas do Circuito Sul-Americano de 2015
- Jogos Centro-Americanos e do Caribe de 2018